# ホウマ (ルイジアナ州)
ホウマ（Houma）は、アメリカ合衆国ルイジアナ州の都市。テレボーン郡の郡庁所在地である。人口は3万3406人（2020年）。ニューオリンズの南西80キロメートルに位置している。

## 歴史
先住民はホウマ族と呼ばれ、湿地でエビやカニなどを捕獲して生活していた。1834年にヨーロッパ人の入植が始まった。1848年に法人化し「ホウマ市」が誕生した。初期の住民はフランス人でサトウキビのプランテーションを開拓した。労働者はアフリカから輸入された奴隷が使われた。
1970年代にベトナム難民の定住地となった。その多くは漁業関係者であり、ルイジアナの海岸がベトナムの海岸と似ていることが理由と言われている。ホウマは内陸にあるが、漁船は沿岸内水路を通りメキシコ湾に出ることができる。
ホウマは統計上ニューオリンズ都市圏に入っているがベッドタウン化しておらず「南部の田舎町」の雰囲気を良く残している。

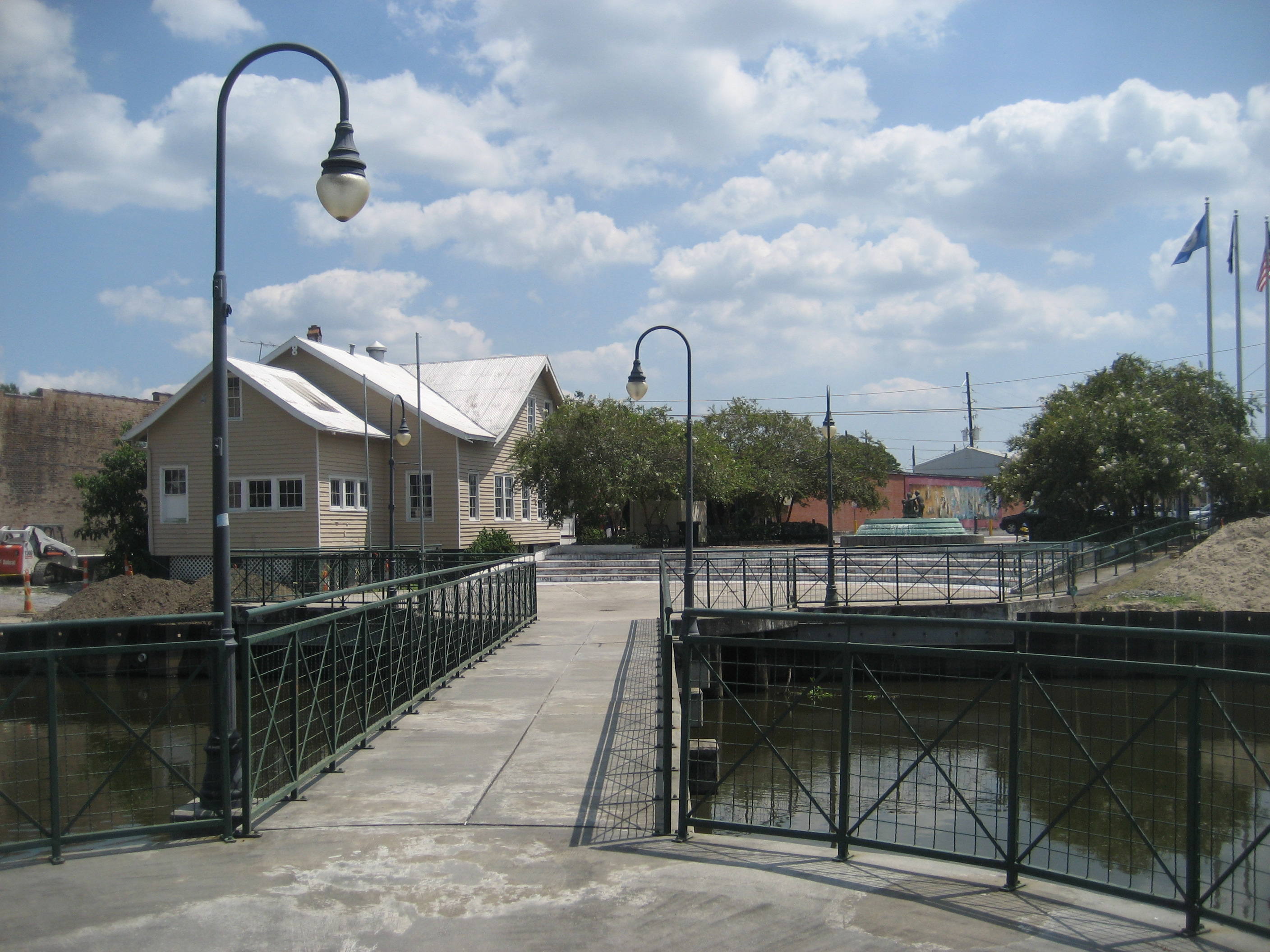
ホウマの住宅地